# 骸シャンデリア
『骸シャンデリア』（むくろシャンデリア）は、厘のミキによる日本の漫画作品。『ARIA』（講談社）にて2010年9月号（創刊号）から2011年10月号まで連載された。単行本は全3巻。2010年7月に創刊された『ARIA』のコミックス発売第2弾として刊行された。

## あらすじ
そこは黒魔術が発達し、死体が労働力として再利用されている世界。市民には死体軽侮の思想が徹底され、生前の人格を見出すネクロフィリアは大罪であるとされていた。ネクロマンサーのゼンとグールのヨマイは、日常のトラブルに遭いつつも、仕事をこなしていた。

## 登場人物

### 主要人物
ゼン
本作の主人公のネクロマンサー。黒魔術師の黒髪長身の美形の青年で、カラミティという街で生死体を再生死体として復活させる仕事を担っている。無愛想で、下僕であるヨマイに対して命令口調で話し尊大な態度を取る。黒魔術に精通しており、戦闘には死体解体用のムチを使う。またヨマイに対しては強い独占欲のようなものを抱いており、他人との会話を禁じたり家の敷地内を出たり、自分の手の届く範囲から離れるのを嫌い、しばしこれを破ったヨマイに罰を与えている。時折みられる度が過ぎた虐待は、ヨマイの再生能力があること前提での行為であり、本来はヨマイのことを大切にしている。ヨマイはゼンの肉しか食べることを許されておらず、ヨマイの食事の際には躊躇なく自らの腕を与えている。喫煙家で葉巻のようなタバコを吸っていて、大のコーヒー党。
20年前の幼少時は、女の子と見まごう可憐な容姿の少年であった。ネクロマンサーの魔力の満ちた森の奥での最終試験に合格できずにいたところを、かつてのヨマイに発見される。ヨマイに連れられ、ネクロフィリアの集落に案内され、そこで「愛を感知すると暴走する」死体を作る感覚を掴みかける。ヨマイを犠牲にしようとするが躊躇してしまい、カラスによって死刑にされてしまいそうになる。この時助けようとしたヨマイごと崖から落下し、それをかばったヨマイの父親によって救われる。そのヨマイの父の死体を再生死体として復活させ、ネクロフィリアの集落を全滅させたことによりネクロマンサーとして一人前と認められた。死体捨て場にヨマイを閉じ込め、ネクロフィリアから改心させようとしたが、失敗してヨマイが怪物になったことを深く後悔し、懺悔の気持ちを吐露した。
ヨマイ
本作のもう1人の主人公のグール。銀髪の少年で、普段は口元を隠す大きなスカーフをしている。本名は不明。普段はゼン以外の人間と口を聞くことも、屋敷の外に出ることも許されていないため、世間知らずである。屋敷に次々に届けられるゼンの元へ死体を運んだり、死体数を管理したりしている。優しい少年ではあるが、グールであり人の肉を喰らう。ゼンを主と認めそれ以外の肉を食することを許されていない。またゼンに危害を加えようとすると、とたん冷徹に豹変する。同様にゼンの血の臭いや若い女性の匂いを感じると、興奮すると目が赤くなり化物じみた状態になり、食欲を我慢しきれずにゼンや女性に襲いかかってしまう時もある。作れる料理のレパートリーは少なく、大抵はレバニラである。彼に肉を食われたり血を吸われたりすると、一時的に再生能力が備わり、凄まじい速度で怪我が治るようになる。この力により、ゼンは彼に食事をさせても死なずにすんでいる。罵詈雑言や死や血なまぐさいことに関する文字しか読めず、早とちりしたこともあった。
20年前から容姿が変わっていないが、もともとはネクロフィリアの集落にすんでいた極普通の少年であった。森の中に万病に聞く幻の妙薬を探しに来て、ゼンと出会う。その時はゼンのことを少女だと勘違いしていたが、後に男だと判明したあとも寝ているゼンに迫って蹴り飛ばされている。ゼンによって集落が滅ぼされたあとに、死体捨て場に落とされ、そのまま放置されてしまい、血を啜り腐肉を食らった結果、土地の力によって化物となった。その際に元の名前や記憶を失っていた。過去の家族構成には巨乳の姉がいて、ネクロフィリアの集落のボスである父親がいた。
ロコ
死体の闇商人を務める巨乳の少女。黒髪で長い髪をポニーテールでまとめている。戦闘にはラバーズと呼ばれる再生死体を意図的に暴走させ、戦わせる方法を取る。しかし暴走した再生死体を軽く止めるなど、彼女自身も相当な戦闘能力を持っている。死霊軽侮の行き届いていない街で、近親者の死体を斡旋したり、ネクロフィリアの死体を手に入れようとしているが、めんどくさがりで飽き性のため、あまりうまくいっていない様子。ゼンの命を狙っており、ゼンをラバーズにしようと考えているが、再生死体を作れる人間がいなくなってしまうジレンマになやまされているため、本気で殺そうとはしていない。作中に出てくる唯一の本来の意味でのネクロフィリア。「ロココン」と呼ぶ身寄りらしきおじさんがいる。
ヨマイがゼンに仕えるようになる以前からゼンと面識があるらしく、ゼンから再生死体の場所を隠すなどネクロマンサー対策をしてくることもある。普通の人間には興味がないようだが、化物としての本質を感じ取ったからか、ヨマイもターゲットにしている。後にヨマイに料理を教える風を装って近づこうとしたが、そのついでにゼンに手を出そうとしたことがバレて惨殺され、再生能力を使って復活させられる。この経験からヨマイに一層惚れ直している。
運び屋
ゼンの屋敷に死体を運んでくる青年。ヨマイに興味をもっていて、ヨマイに積極的に話しかけている人物。後に、ヨマイが復活するところを見られてしまうが、ヨマイが死んだふりをして、双子のヨマツーとしてしゃべることを許可されるようになった。炭酸飲料が好きなようである。重量挙げ選手の少女の再生死体を使って死体の運送をしている。
カラス（仮称）
ゼンとなんらかの関係があるらしい謎の人物。ゼン以外で、ヨマイの正体を知っている数少ない人物でもある。ゼンが「意思を持っているが死んでいる」ヨマイと暮らしていることを快く思っていないため、ヨマイを引き渡すようにゼンに申告している。実力行使に出ることもあり、黒いスカーフで口元をおおった青年の姿になることもできる。20年前からゼンに対して、命令を伝えたりしているところをみると、ゼンの所属する組織の伝令役であるように見える。

## 作中用語
再生死体
作中では死体、再生死体と表される。駐車違反を取り締まったり、力仕事を手伝ったり様々な用途に使用されている。擬似知能が搭載されているものもあり、思考することもある。ふつうは再生死体によって殺されてしまうが、再生死体より、ロコのように再生死体より強い人間の場合その限りではない。なお黒魔術によって術がかけられていない死体は生死体と呼ばれ、再生死体とは区別されている。
ネクロマンサー
黒魔術を使役し、再生死体を作る者の総称。作中では明確にネクロマンサーだとされる人物がゼンのみしか出てこないため、その組織規模や担当範囲など明かされなかった部分が大きい。再生死体が世の中に出回り生活に必要とされている反面、忌み嫌われ、疎まれている描写もある。街の人々には様々な念を向けられている。20年前のゼンによって数百年来の歴史があることがほのめかされている。
ネクロフィリア
死体愛好家。一般的な意味合いとは異なり、作中では死体本来の生前の時の人格に愛情を感じることをネクロフィリアと称される。一般的には死体軽侮の思想が徹底されていて、肉親であっても死体になってしまうと興味や悲しみはあまり感じないようである。極まれに死体になってもこのことを悲しんだり、哀れんだりする者がネクロフィリアと呼ばれるようである。再生死体はネクロフィリアを感知するとそのものを断罪するべく攻撃を始める。ゼンの作った犯罪者型の再生死体には、暴走を防ぐために、ネクロフィリアを感知すると自壊する機能が設けられていた。
グール
人肉を食す化物。作中ではヨマイ1人しか存在しない。血の匂いに興奮し、尋常ではない再生力と生命力を持つ。極度に興奮すると目が赤くなって暴走してしまう。なお、食されている人間側にも、一時的に再生能力が付与される。カラスによると、グールも人間として「死んでいる」ためそのグールと暮らすゼンも厳密な意味ではネクロフィリアとなってしまう。そのため、カラスにヨマイの処分を求められているが、ゼンはこれをはねつけている。

## 書誌情報
- 厘のミキ『骸シャンデリア』講談社〈ARIAコミックス〉全3巻
  1. 2011年4月7日発売[2]、『ARIA』2010年9月号 - 2011年1月号掲載、ISBN 978-4-06-380508-6
  2. 2011年8月5日発売[3]、『ARIA』2011年2月号 - 6月号掲載、ISBN 978-4-06-380527-7
  3. 2012年1月6日発売[4]、『ARIA』2011年7月号 - 11月号掲載、ISBN 978-4-06-380545-1